# Zbór Kościoła Ewangelicznych Chrześcijan w Janikowie
Zbór Kościoła Ewangelicznych Chrześcijan w Janikowie – ewangeliczna wspólnota chrześcijańska mająca siedzibę w Janikowie, należąca do okręgu północnego Kościoła Ewangelicznych Chrześcijan.

## Charakterystyka
Zbór w Janikowie jest częścią Kościoła Ewangelicznych Chrześcijan, należącego do rodziny wolnych kościołów protestanckich. Opiekunem wspólnoty jest pastor Dariusz Perlikowski. Nabożeństwa odbywają się w każdą niedzielę o godzinie 10.00. Charakteryzują się one prostą formą i składają się z kazań opartych na Biblii oraz wspólnego śpiewu i modlitwy. Zbór prowadzi również spotkania studium biblijnego.
Działalnością Wspólnoty kieruje Rada Zboru (w której skład wchodzi m.in. pastor). Najwyższym organami Zboru jest Ogólne Zebranie Członków. Dokonuje ono między innymi wyboru pastora oraz członków Rady Zboru.

## Siedziba
Zbór mieści się w budynku powstałym w 1912 roku. Służył on miejscowym protestantom do roku 1945. W latach PRL-u działalność nie była prowadzona, a budynek został przekształcony w magazyn i popadł w ruinę. Po przejęciu przez obecną wspólnotę gruntownie odremontowany w 2007 roku i od tej pory wrócił do swojej pierwotnej funkcji.